# Ophiomusium multispinum
Ophiomusium multispinum är en ormstjärneart som beskrevs av Hubert Lyman Clark 1911. Ophiomusium multispinum ingår i släktet Ophiomusium och familjen Ophiolepididae. Inga underarter finns listade i Catalogue of Life.